# Evaristo Carvalho
Pour les articles homonymes, voir Carvalho.
Evaristo Carvalho, né le 22 octobre 1941 à Santana et mort le 28 mai 2022 à Lisbonne (Portugal), est un homme politique santoméen, membre de l'Action démocratique indépendante (ADI).
Il est Premier ministre du 7 juillet au 25 octobre 1994 puis du 26 septembre 2001 au 28 mars 2002. Après être arrivé en tête au premier tour de l'élection présidentielle de 2016, il est accusé de fraudes par plusieurs de ses adversaires et reste seul candidat au second tour. Il devient président de la République le 3 septembre 2016. Il ne se représente pas à l'élection de 2021.

## Biographie

### Premier ministre
Membre de l'Action démocratique indépendante (ADI), Evaristo Carvalho est nommé Premier ministre le 7 juillet 1994 par le président Miguel Trovoada après le limogeage de Norberto Costa Alegre et la dissolution de l'Assemblée nationale. Son gouvernement, dit de transition, tient jusqu'au élections législatives du 2 octobre suivant. Elles sont remportées par le Mouvement pour la libération de Sao Tomé-et-Principe – Parti social-démocrate, entraînant son remplacement par Carlos da Graça le 25 octobre.
Il est de nouveau Premier ministre, d'un gouvernement d'initiative présidentielle, du 26 septembre 2001 au 28 mars 2002.

### Président de l'Assemblée nationale
Le 11 septembre 2010, après la victoire de l'Action démocratique indépendante aux élections législatives, Evaristo Carvalho est élu président de la nouvelle Assemblée nationale.
Deux ans plus tard, le 21 novembre 2012, l'opposition parlementaire unie dépose une motion de censure à l'encontre du Premier ministre Patrice Trovoada, membre de l'ADI. Les partis d'oppositions, Mouvement pour la libération de Sao Tomé-et-Principe – Parti social-démocrate (MLSTP-PSD), Parti de convergence démocratique – Groupe de réflexion et Mouvement pour les forces de changement démocratique – Parti libéral sont numériquement plus importants à l'Assemblée que le parti majoritaire. Deux jours plus tard, une bagarre éclate entre les parlementaires, scène inédite dans le pays. Carvalho démissionne le 26 novembre est remplacé le 28 par Alcino Pinto (MLSTP-PSD), élu par l'opposition. Le lendemain, la motion est acceptée et Trovoada est démis de ses fonctions.

### Candidat aux élections présidentielles
Candidat à l'élection présidentielle de 2011, Evaristo Carvalho est battu au second tour par Manuel Pinto da Costa.
De nouveau candidat à l'élection présidentielle de 2016, il est dans un premier temps proclamé élu avec 50,1 % des voix, loin devant le président sortant qui n'obtient que 24,8 %. Le 22 juillet cependant, la commission électorale (CEN) réajuste les résultats provisoires, en raison des procès-verbaux des bureaux de vote de la diaspora au Portugal, en Angola, au Gabon et en Guinée équatoriale et d'un vote différé qui a eu lieu le 20 juillet dans la localité de Maria Luisa. Pour la commission aucun des candidats n'a réussi à obtenir plus de la moitié des voix exprimées, ce qui justifie donc l'organisation d'un second tour entre Evaristo Carvalho et Manuel Pinto da Costa. Le second tour de scrutin, qui se tient le 7 août suivant, est remporté par Carvalho, demeuré seul candidat après le retrait de Pinto da Costa qui dénonce des fraudes lors du premier tour et exige l'annulation de tout le processus électoral.

### Président de la République
Evaristo Carvalho est investi président de Sao Tomé-et-Principe le 3 septembre 2016, à l'âge de 74 ans. Il ne se représente pas à l'élection de 2021. Son mandat expirant le 3 septembre, il est prolongé par le Parlement, faute de la tenue du second tour avant cette date.

### Mort
Evaristo Carvalho meurt le soir du 28 mai 2022 dans un hôpital de Lisbonne, « des suites d'une longue maladie ».